# 6e Bataillon (Régiment de défense de l'Ulster)
Pour les articles homonymes, voir 6e bataillon.
Le 6e bataillon (comté de Tyrone) du régiment de défense de l'Ulster (6 UDR) a été formé en 1970 et fait partie des sept bataillons originaux spécifiés dans la loi de 1969 sur le régiment de défense de l'Ulster, qui a reçu la sanction royale le 18 décembre 1969 et est entrée en vigueur le 1er janvier 1970,. Avec le reste du régiment, il a été fusionné avec les Royal Irish Rangers en 1992 pour former le Royal Irish Regiment.

## Histoire
Avec les six autres bataillons d'origine, le 6 UDR a commencé ses activités opérationnelles le 1er avril 1970. Environ 75 % (1 187) des membres du Tyrone de l'Ulster Special Constabulary (USC), qui avait été démantelé, ont demandé à rejoindre le 6 UDR, dont 419 ont été acceptés. Par conséquent, le bataillon a commencé sa vie comme le seul bataillon plus ou moins complet et l'est resté tout au long de son histoire.
Le premier major chargé de l'instruction (TISO) était le major GB Hill, MBE, King's Own Borderers, qui était basé dans le bâtiment d'éducation de la caserne Lisanelly, Omagh. Une partie de son travail consiste à trouver des logements pour les différentes compagnies du nouveau bataillon. Dans la mesure du possible, les logements sont recherchés dans les bases de l'armée britannique. Les anciennes cabanes de section de l'USC étaient libres et disponibles, mais les utiliser aurait mis en évidence la continuité entre l'USC et l'UDR.
Pendant un certain temps, une vieille caravane située dans le centre de Dungannon a servi de poste local de l'UDR. Dix fusils et 200 cartouches y étaient entreposés.

## Compagnies

### Compagnie C et le décanat
Le Deanery était un manoir du 18e siècle situé à Clogher, dans le comté de Tyrone. Elle avait été la demeure de Jonathan Swift, l'auteur des Voyages de Gulliver, et faisait partie des quinze grandes maisons anciennes rachetées par le ministère de la défense pour y loger l'UDR. Après avoir persuadé la vieille dame qui y vivait de déménager dans un logement moins spartiate, 150 000 livres sterling ont été dépensées pour transformer la propriété en base pour la compagnie C. La maison a aujourd'hui été démolie.

## Perte de catholiques
Les catholiques ont rapidement commencé à quitter le régiment en grand nombre en réaction au traitement réservé par l'armée britannique aux civils catholiques, en particulier après la mise en œuvre de l'opération unilatérale Demetrius.

### Intimidation
Les soldats protestants comme les soldats catholiques ont fait l'objet d'intimidations pour quitter le régiment. Cependant, après l'introduction de l'internement, les soldats catholiques furent plus nombreux que les protestants à faire l'objet de pressions au sein de leur propre communauté, pressions qui allaient souvent jusqu'à l'intimidation et à la violence. À Clady, un soldat qui n'avait rejoint le régiment que depuis trois semaines vit sa porte d'entrée barbouillée de l'inscription "Get out of the UDR or be shot - IRA" (Sortez de l'UDR ou soyez abattu - IRA). Deux semaines plus tard, alors que lui, sa femme et leurs cinq enfants dormaient, un coup de feu a été tiré sur leur maison, brisant plusieurs vitres.

## Victimes
Lors de la mobilisation générale pour l'opération Demetrius, une patrouille du bataillon essuie des tirs de l'IRA provisoire près de Clady, dans le comté de Tyrone. Le soldat Winston Donnell, âgé de 22 ans, l'un des quatre frères du régiment, a été tué sur le coup. Il est le premier soldat de l'UDR à être tué.
Le sergent Kenneth Smyth, âgé de 28 ans, (compagnie B), un ancien B Special, a été tué le 10 décembre 1971 en même temps que l'ancien soldat Daniel McCormick (un catholique), qui avait récemment démissionné du régiment. Le sergent Smyth avait survécu à une précédente tentative de meurtre.
Le soldat William Bogle, âgé de 27 ans, (compagnie B) a été tué alors qu'il était assis dans sa voiture avec sa femme et ses enfants le 5 décembre 1972. Son assassin serait un ancien membre de la même compagnie, connu pour ses fortes opinions républicaines, qui avait démissionné de l'UDR au bout d'un an seulement, et qui était parti en république d'Irlande après la fusillade pour ne plus jamais revenir.
Le soldat Eva Martin, âgé de 28 ans (compagnie C), a été mortellement blessé par des fragments de roquette le 3 mai 1974 lors d'une attaque de la PIRA contre la base périphérique de la 6e UDR à la Deanery, Clogher. Elle est non seulement la première Greenfinch à être tuée au combat, mais aussi la première femme membre des forces de sécurité à mourir pendant les Troubles. Son mari, le lieutenant Martin, était en service avec elle lorsqu'elle a été tuée.

Le 13 juillet 1983, Ronald Alexander (19 ans), John Roxborough (19 ans), Oswald Neely (20 ans) et Thomas Harron (25 ans), tous membres de la compagnie D, ont été tués lors d'une attaque à la mine terrestre de l'Armée républicaine irlandaise provisoire contre leur patrouille mobile sur la colline de Ballymacilroy, près de Ballygawley.

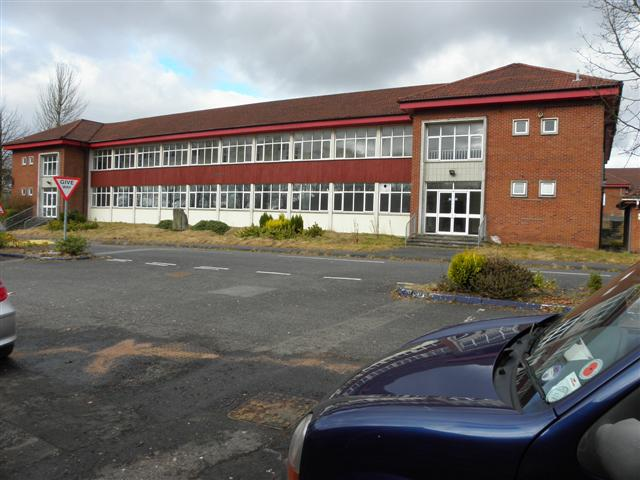
Caserne Lisanelly

## Personnel important
- Catégorie:Soldats du régiment de défense de l'Ulster
- Catégorie:Officiers du régiment de Défense de l'Ulster

## Couleurs
Novembre 1991 - le 6e UDR a reçu les couleurs à la caserne St Lucia, Omagh, par le Duc d'Abercorn.

## Voir également
- Régiment de défense de l'Ulster
- Liste des bataillons et des sites du régiment de défense d'Ulster